# 1992 w Wojsku Polskim
Kalendarium Wojska Polskiego 1992 – wydarzenia w Wojsku Polskim w roku 1992.

## Luty
20 lutego
- gen. bryg. Jerzy Jarosz przestał dowodzić Komendą Główną Żandarmerii Wojskowej

## Marzec
11 marca
- na stanowisko Komendanta Głównego Żandarmerii Wojskowej wyznaczony został płk Henryk Piątkowski

## Kwiecień
2 kwietnia
- na stanowisko szefa Wojskowych Służb Informacyjnych wyznaczony został gen. bryg. Marian Sobolewski

## Maj
19 maja
- z rejsu do Wielkiej Brytanii i Francji powrócił zespół okrętów dowodzony przez kmdr. Marka Brągoszewskiego

## Lipiec
1 lipca
- szef Wojskowych Służb Informacyjnych gen. bryg. Marian Sobolewski przekazał dowodzenie gen. bryg. Bolesławowi Izydorczykowi

13 lipca
- 11 Dywizja Zmechanizowana im. króla Jana III Sobieskiego otrzymała nazwę wyróżniającą „Kawalerii Pancernej”[1]

## Sierpień
4 sierpnia
- gen. dyw. Tadeusz Wilecki przestał dowodzić Śląskim Okręgiem Wojskowym

14 sierpnia
- 6 pułkowi zmechanizowanemu nadano imię marszałka Józefa Piłsudskiego i nazwę wyróżniającą  "Legionów"

## Wrzesień
2 września
- gen. dyw. Janusz Ornatowski został dowódcą Śląskiego Okręgu Wojskowego

3 września
- gen. dyw. Zbigniew Zalewski przestał dowodzić Pomorskim Okręgiem Wojskowym; na stanowisko dowódcy Pomorskiego Okręgu Wojskowego wyznaczony został gen. dyw. Tadeusz Bazydło

24 września
- 16 pułk artylerii w Braniewie otrzymał nazwę wyróżniającą "Pomorski"[2]

## Październik
- obowiązki dowódcy 5 Kresowej Dywizji Zmechanizowanej objął ppłk Antoni Tkacz[3]

1 października
- w Wojskowym Centrum Szkolenia Polskiego Kontyngentu Wojskowego Sił Pokojowych ONZ pożegnano XXXVIII zmianę ONZ w Syrii[4].

8 października
- Sejm RP przyjął ustawę o zaopatrzeniu emerytalnym żołnierzy zawodowych[4]

10 października
- 51 Pułk Zmechanizowany w Braniewie przejął tradycje Grudziądzkiego Pułku Strzelców (1919-1920), 64 Grudziądzkiego Pułku Piechoty (1920-1938), 64 Pomorskiego Pułku Strzelców Murmańskich (1938-1939), 64 Pomorskiego batalionu piechoty (1944-1947)[4], oraz numer "64" i nazwę wyróżniającą "Pomorski Pułk Strzelców Murmańskich"
- odbył się III Sprawozdawczo-Wyborczy Krajowy Zjazd NSSZ Pracowników Wojska. Zjazd wybrał nowy Zarząd Główny, przewodniczącym został Z. Jagiełło[4]

13 października
- w Rzeszowie dowódca WOW gen. bryg. Julian Lewiński przekazał 9 Dywizję Zmechanizowaną w podporządkowanie dowódcy KOW   gen. bryg. Z. Bryka[4]

14 października
- premier Hanna Suchocka mianowała gen. dyw. w st. sp. Jana Kuriatę podsekretarzem stanu w resorcie obrony narodowej. Zajmował się on problematyką uzbrojenia i infrastruktury wojskowej[4]

17 października
- rozwiązano 4 dywizjon artylerii w Malborku. Na placu apelowym pożegnano sztandar jednostki.

19–21 października
- dowódca Royal Air Force marszałek P. Handang wizytował 1 Pułk Lotnictwa Myśliwskiego oraz 7 Pułk Lotnictwa Bombowo-Rozpoznawczego i Wyższą Oficerską Szkołę Lotniczą w Dęblinie[4]

22 października
- odbyła się doroczna odprawa szkoleniowa kierowniczej kadry MON. Minister Janusz Onyszkiewicz poinformował o przeformowaniu MON w urząd polityczno-administracyjnego kierowania resortem ON, a Sztabu Generalnego WP z instytucji centralnej MON w centralny organ dowodzenia siłami zbrojnymi[4]

28 października
- terytorium Polski opuściła ostatnia jednostka bojowa wojsk Federacji Rosyjskiej - 24 Brygada Kutrów Rakietowych stacjonująca do tej pory w Świnoujściu[4]

29 października
- pełnomocnik rządu RP ds. pobytu wojsk Federacji Rosyjskiej w Polsce gen. bryg. Zdzisław Ostrowski złożył premier Hannie Suchockiej meldunek o opuszczeniu terytorium Polski ostatniej jednostki bojowej armii Federacji Rosyjskiej z bazy morskiej w Świnoujściu[4]

## Listopad
2 listopada
- 11 batalion saperów w Żarach przejął tradycje zmotoryzowanego batalionu saperów 10 Brygady Pancemo-Motorowej z 1993 roku, zmotoryzowanej kompanii saperów 10 Brygady Kawalerii Pancernej (1939—1942), oddziału saperów 1 Dywizji Pancernej (1942—1947) oraz 16 i 11 batalionów saperów WP[4]

6 listopada
- premier Hanna Suchocka powołała na stanowisko szefa obrony cywilnej kraju gen. dyw. Edwarda Rogalę[4]

9 listopada
- w Belwederze prezydent Lech Wałęsa wręczył akty mianowania na stopnie generalskie[4]. Stopień generała broni otrzymał Tadeusz Wilecki. Na stopień generała dywizji awansowali: Tadeusz Bazydło, Z. Graczyk, Leon Komornicki, Julian Lewiński, Edward Rogala, P. Szweda. Stopień wiceadmirała otrzymał Romuald Waga. Generałami brygady zostali: J. Bielecki,   Czesław Borowski,  Jan Chmiel,  W.  Cieślawski, Andrzej Ekiert, A. Goliszewski, B. Izydorczyk, J. Romański, J. Konieczny, R. Lackner, J. Paszkowski, Czesław Piętas, W. Saczonek, Z. Skuza, J. Trukan, A. Tylus, Z. Walczewski, M. Walentynowicz, Z. Wijas. Stopień kontradmirała otrzymali: J. Buczma, R. Krzyżelewski, H. Matuszczyk, M. Toczek

14 listopada
- 4 Pułk  Artylerii w Kołobrzegu przejął tradycje 4 Brygady Artylerii (1789-1793), batalionu artylerii Legionów Polskich we Włoszech (1799), 4 batalionu artylerii pieszej 4 Dywizji Piechoty (1809-1814), 4 kompanii lekkiej artylerii pieszej (1815-1831), 4 Kujawskiego Pułku Artylerii Lekkiej (1918-1939), 4 Kresowego Pułku Artylerii Lekkiej (1942-1947)[4]

14 listopada
- 16 Dywizja Zmechanizowana otrzymała nazwę wyróżniającą "Pomorska" i imię Króla Kazimierza Jagiellończyka[4]

27 listopada

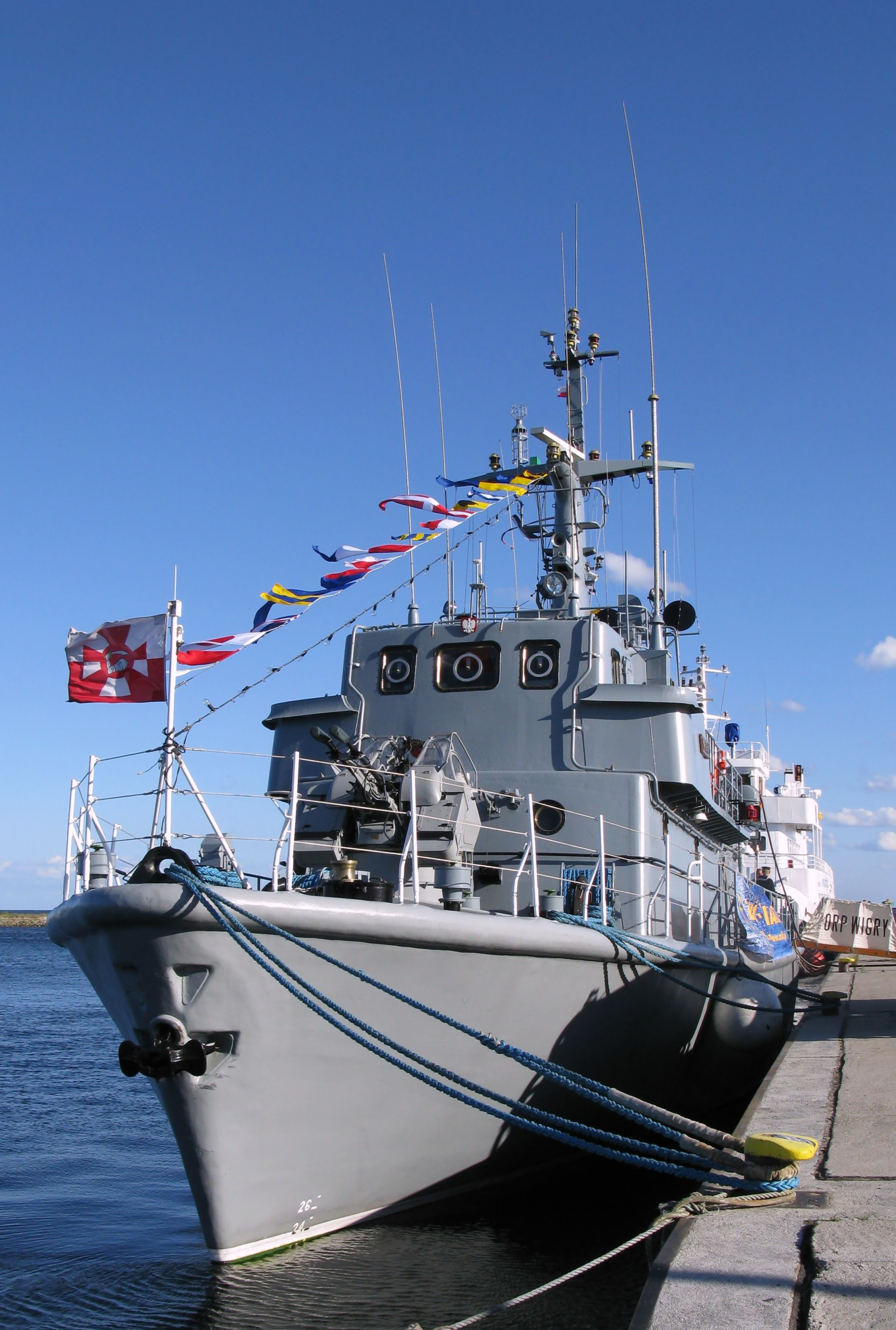
ORP „Wigry”

- na Plac Farny w Rzeszowie "powrócił" pomnik płk. Leopolda Lisa-Kuli. Monument jest dziełem artystów-rzeźbiarzy ASP w Krakowie B. Sylwińskiego i J. Wilczyńskiego[4]

29 listopada
- Wyższa Szkoła Oficerska Wojsk Obrony Przeciwlotniczej przejęła tradycje polskiego szkolnictwa artylerii przeciwlotniczej z lat 1918— 1948 i otrzymała imię Romualda Traugutta[4]
- w Stoczni Marynarki Wojennej w Gdyni zwodowano trałowiec ORP „Wigry”

## Grudzień
3 grudnia
- szef Sztabu Generalnego gen.  broni  Tadeusz Wilecki rozmawiał z rzecznikiem praw obywatelskich prof. Tadeuszem Zielińskim na temat wysokości żołdu polskich żołnierzy w kontyngentach ONZ, ustawy emerytalnej żołnierzy zawodowych, lustracji i dekomunizacji w Wojsku Polskim, zatrudnienia żołnierzy odchodzących do rezerwy, warunków socjalno-bytowych kadry i żołnierzy zasadniczej służby wojskowej[4]

9–11 grudnia
- kapelani wojskowi uczestniczyli w kuksie szkoleniowym, zorganizowanym przez GZSzB WP i Warszawski Okręg Wojskowy. Dowódca WOW gen. dyw. Julian Lewiński wręczył grupie kapelanów akty nominacyjne na kolejne stopnie oficerskie[4]

12 grudnia
- 36 Pułk Zmechanizowany w Trzebiatowie przejął tradycje 36 Pułku Piechoty Legii Akademickiej[4]

20 grudnia
- po raz pierwszy w historii przed Grobem Nieznanego Żołnierza odbyła się przysięga wojskowa. Złożyli ją żołnierze najmłodszego rocznika Kompanii Reprezentacyjnej Wojska Polskiego[4]

23 grudnia
- załoga PZL Warszawa-Okęcie przekazała wojsku dwa kolejne samoloty "Orlik"[4]
- zaprezentowano samolot pola walki „Skorpion”[4]